# Flight (serie televisiva)
Flight  è una serie televisiva statunitense in 38 episodi trasmessi per la prima volta nel corso di una sola stagione dal 1958 al 1959.
Prodotta in collaborazione con l'aeronautica e con il Dipartimento della Difesa, Flight è una serie televisiva di tipo antologico in cui ogni episodio rappresenta una storia a sé. Gli episodi sono storie riguardanti la United States Air Force e vengono presentati dal generale George C. Kenney.

## Produzione
La serie fu prodotta da California National Productions. Il produttore esecutivo della serie, Al Simon, aveva già prodotto la serie televisiva antologica Panico e produsse anche le serie The Beverly Hillbillies, Petticoat Junction, La fattoria dei giorni felici e Mister Ed, il mulo parlante.
Tra i registi della serie è accreditato Jean Yarbrough (32 episodi, 1958-1959), tra gli sceneggiatori Laurence Heath (12 episodi, 1958-1959) e Douglas Morrow (4 episodi, 1958).

## Distribuzione
La serie fu trasmessa negli Stati Uniti dal 1958 al 1959 in syndication.

## Episodi
| Stagione       | Episodi | Prima TV USA |
| -------------- | ------- | ------------ |
| Prima stagione | 38      | 1958-1959    |